# Daugava
Daugava sau Dvina de Vest (în letonă: Daugava, în rusă: Западная Двина́ (Zapadnaia Dvina), în bielorusă: Заходняя Дзвiна (Zahodniaia Dźvina), germană: Düna, estoniană: Väina) este un fluviu cu lungimea de 1020 km ce curge prin Rusia, Belarus și Letonia. El izvorăște în Podișul Valdai din Rusia și se varsă în Golful Riga al Mării Baltice, lângă Riga. Bazinul său are o arie de 58.700 km². 
Este legat printr-un canal cu râurile Berezina și Niprul. În prezent pe cursul său există trei hidrocentrale.

## Afluenți
Principalii afluenți sunt:
- Kasplya, la Suraj, Belarus
- Dzisna/Dysna, la Dzisna, Belarus
- Dubna, la Līvāni, Letonia
- Aiviekste
- Pałata

## Localități străbătute
Principalele localități străbătute de Daugava sunt:
- Velij, Rusia
- Zapadnaia Dvina, Rusia
- Vitebsk, Belarus
- Polatsk, Belarus
- Jēkabpils, Letonia
- Aizkraukle, Letonia
- Ogre, Letonia
- Salaspils, Letonia
- Daugavpils, Letonia
- Riga, Letonia